# Легкі крейсери типу «Коронна колонія»
Легкі крейсери типу «Коронна колонія» (англ. Crown Colony-class cruiser) — клас військових кораблів з 11 легких крейсерів, що випускалися британськими суднобудівельними компаніями з 1940 по 1943 роки. Легкі крейсери цього типу входили до складу Королівських військово-морських флотів Великої Британії, Канади, Нової Зеландії, ВМС Індії та Перу і брали найактивнішу участь у морських боях і битвах Другої світової та Корейської війн.

## Будова крейсерів

### Конструкція
Легкі крейсери типу «Коронна колонія» проєктувались у рамках лімітів Другого Лондонського морського договору 1936 року, який обмежував стандартну водотоннажність споруджуваних крейсерів такого типу з 10 0000 тонн до 8 000. В результаті переробки проєкту крейсера типу «Саутгемптон», британські суднобудівники отримали проєкт крейсера «Фіджі», в якому за рахунок більш щільної компоновки скоротили довжину корпусу на 10 м. Пожертвували потужністю енергетичної установки та послабили бронювання, що дозволило зберегти той же озброєння, що й у прототипу, причому використання транцевої корми надало можливості уникнути сильного падіння швидкості (всього на пів-вузла). Пояс по ватерлінії, хоч і мав меншу товщину внаслідок меншої довжини корпусу, доходив до кінцевих веж ГК, а товщина броньованої палуби, у порівнянні з «Саутгемптоном», навіть збільшилась.

### Енергетична установка
Головна енергетична установка складалася з чотирьох триколекторні Адміралтейських котлів з пароперегрівником і чотирьох одноступінчатих турбозубчатих агрегатів Парсонса. Схема — ешелонна; котли розташовані попарно у двох котельних відділеннях, ТЗА — у двох машинних. Робочий тиск пари в котлах підняли з 24,61 кг/см² (24,29 атм.) і 343 °C до 28,1 атм. (28,47 кг/см²) і температури 370 °C, що було вище ніж на американських «Бруклін» (28,2 кг/см², температура — 342 °C).
5 травня 1940 року були завершені випробування на повну потужність першого крейсера «Фіджі»: дві години роботи при 72 500 к.с. і дві години на 80 000 к.с. Фронтові умови не дозволили виміряти швидкість точно, але за оцінками швидкість при стандартній водотоннажності була 31,5 вузла на 72 500 к.с. та 32,25 — на 80 000 к.с. Водотоннажність «Фіджі» на початку війни становила 8 631, 8 524, 10 724 довг. тонн — стандартна, легка і повна, відповідно. Дальність на 16 вузлах при чистому дні на крейсерських турбінах була між 5900 і 5700 морських миль. Швидкість в морі з чистим дном: 30,3 вузла.

### Озброєння

#### Артилерійське озброєння
Артилерійське озброєння крейсерів типу «Фіджі» включало дванадцять 152-мм і вісім 102-мм універсальних гармат. Боєкомплект до гармат обох видів скоротили до 150 снарядів на ствол, це було зроблено для дотримання 8 000-тонного обмеження стандартної водотоннажності, хоча місткість льохів дозволяла приймати по 200.
152-мм гармати Мк XXIII з довжиною ствола в 50 калібрів були гарматами головного калібру на всіх британських легких крейсерах передвоєнної побудови, починаючи з «Ліндера». Спочатку вони встановлювалися у двогарматних баштах МкXXI («Ліндер», «Сідней», «Аретьюза»), потім e тригарматних МкХХІІ (тип «Саутгемптон») і Мк XXIII («Белфаст», «Фіджі»). Особливістю британських тригарматних башт було зміщення середнього ствола назад на 0,76 м для того, щоб запобігти розсіювання снарядів через взаємовплив дульних газів.

## Служба
Крейсери типу «Коронна колонія» почали надходити на озброєння Королівського флоту з початком війни та взяли найактивнішу участь у боях того часу. «Ямайка» залучалась до проведення багатьох морських операцій та походів, зокрема у бою з німецькими важкими крейсерами «Адмірал Гіппер» та «Лютцов» у 1942 році, у затопленні лінкора «Шарнгорст» у 1943 у бою біля Нордкапа, а також в ескортуванні авіаносців під час нападів на «Тірпіц» у 1944. Першим у серії кораблів цього типу загинув у 1941 головний корабель проєкту — крейсер «Фіджі»; наступного року — «Тринідад». Решта пройшла крізь усю війну та частково брала участь у бойових діях Корейської війни.
У 1959—1960 роках «Цейлон» та «Ньюфаундленд» були продані Перу, де продовжували службу до 1982 року. Крейсер «Найджерія» також був проданий Індії, і під ім'ям «Майсур» бився в Індо-пакистанській війні 1971 року. Прослужив загалом 41 рік, він був зданий на брухт у 1985 році.

## Список легких крейсерів типу «Коронна колонія»

### Група легких крейсерів підтипу «Фіджі»
| Корабель    | Номер вимпелу | Виготовлювач                          | На честь         | Замовлено      | Закладено         | Спущено           | У строю         | Статус |
| ----------- | ------------- | ------------------------------------- | ---------------- | -------------- | ----------------- | ----------------- | --------------- | --- |
| «Фіджі»     | 58            | John Brown & Company, Клайдбанк       | Фіджі            | 20 грудня 1937 | 30 березня 1938   | 31 травня 1939    | 5 травня 1940   | 22 травня 1941 потоплений винищувачами Me 109 зі складу JG 77 та бомбардувальниками Ju 88 зі складу LG 1 Люфтваффе 45 миль південно-західніше Крита                   |
| «Найджерія» | 60            | Vickers-Armstrongs, Ньюкасл-апон-Тайн | Нігерія          | 20 грудня 1937 | 6 лютого 1938     | 18 липня 1939     | 23 вересня 1940 | проданий Індійським ВМС під назвою INS «Майсур» |
| «Морішиес»  | 80            | Swan Hunter, Тайн-енд-Вір             | Маврикій         | 20 грудня 1937 | 31 березня 1938   | 19 липня 1939     | 4 січня 1940    | 27 березня 1965 розібраний на брухт у Інтверкітінгу |
| «Кеніа»     | 14            | Alexander Stephen and Sons, Глазго    | Британська Кенія | 20 грудня 1937 | 18 червня 1938    | 18 серпня 1939    | 27 вересня 1940 | 29 жовтня 1962 розібраний на брухт |
| «Тринідад»  | 46            | HMNB Devonport, Девонпорт             | Тринідад         | 1 грудня 1937  | 21 квітня 1938    | 21 березня 1940   | 14 жовтня 1941  | 15 травня 1942 року потоплений есмінцем HMS «Матчлес» після невиправних пошкоджень завданих німецькими бомбардувальниками Ju-88 зі складу III./KG30 біля мису Нордкап |
| «Ямайка»    | 44            | Vickers-Armstrongs, Ньюкасл-апон-Тайн | Ямайка           | 1 березня 1939 | 28 квітня 1939    | 16 листопада 1940 | 29 червня 1942  | розібраний на брухт у Клайдбанку в 1960 |
| «Гамбія»    | 48            | Swan Hunter, Тайн-енд-Вір             | Гамбія           | 1 березня 1939 | 24 липня 1939     | 30 листопада 1940 | 21 лютого 1942  | переданий до складу Королівського ВМФ Нової Зеландії під назвою HMNZS Gambia (1943—1946); розібраний на брухт у Інтверкітінгу 5 грудня 1968                           |
| «Бермуда»   | 48            | John Brown & Company, Клайдбанк       | Бермуди          | 4 вересня 1939 | 30 листопада 1939 | 11 вересня 1941   | 5 серпня 1942   | 26 серпня 1965 розібраний на брухт у Брітон-Феррі |

### Група легких крейсерів підтипу «Цейлон»
| Корабель       | Номер вимпелу | Виготовлювач                          | На честь           | Замовлено      | Закладено        | Спущено        | У строю       | Статус                                                                         |
| -------------- | ------------- | ------------------------------------- | ------------------ | -------------- | ---------------- | -------------- | ------------- | ------------------------------------------------------------------------------ |
| «Цейлон»       | 30            | Alexander Stephen and Sons, Говань    | Британський Цейлон | 1 березня 1939 | 27 квітня 1939   | 30 липня 1942  | 13 липня 1943 | проданий до складу Перуанських ВМС, як BAP «Колонель Бологнезі» (CL-82) у 1960 |
| «Уганда»       | 66            | Vickers-Armstrongs, Ньюкасл-апон-Тайн | Уганда             | 1 березня 1939 | 20 липня 1939    | 7 серпня 1941  | 3 січня 1943  | переданий до складу Королівського ВМФ Канади, як HMCS «Уганда» (C66) у 1944    |
| «Ньюфаундленд» | 59            | Swan Hunter, Тайн-енд-Вір             | Ньюфаундленд       | 4 вересня 1939 | 9 листопада 1939 | 19 грудня 1941 | 21 січня 1943 | проданий до складу Перуанських ВМС, як BAP «Капітан Кіньонес» (CL-83) у 1959   |